# Saetta (Transformers)
Wheeljack (chiamato così negli Stati Uniti e in Giappone, menzionato anche come Que al cinema, mentre in Italia era conosciuto come Saetta) è un personaggio dei Transformers, uno dei più attivi e carismatici membri della fazione degli Autobots di Cybertron, scienziato e guerriero, presente fin dalla prima serie animata degli anni '80 conosciuta come Transformers (G1), cioè "Generazione 1".

## Animazione

### Transformers Generation 1

#### Transformers (serie animata) (1984-1987)
Nella prima serie animata degli anni '80, nominata Transformers, era uno dei primi robot a comparire e si trasformava in una Lancia Stratos Turbo versione HF di colore bianco e con sponsor dell'Alitalia dai colori verde, bianco e rosso, come l'auto campione di rally. Proprio per via della livrea tricolore è stato uno dei robot più apprezzati e amati  e tuttora ancora ricordati dai bambini italiani di allora.
Suoi caratteri peculiari nel volto, tali da renderlo distintivo rispetto agli altri suoi compagni robot, erano la quasi mancanza della bocca, solo accennata da dei solchi sulla mascherina facciale, e due alette o padiglioni auricolari ai lati del viso che si illuminavano ad intermittenza quando parlava.
Il suo nome nella versione americana deriva dalla parola composta "Wheel", letteralmente "ruota", e "Jack", in gergo inglese "cric", "cricco" o "martinetto", quindi "martinetto per ruota", ad indicare il suo ruolo di meccanico gran "trafficone", aggiusta e ripara tutto! Nella versione italiana invece venne scelto il nome "Saetta" ad evidenziare di più le sue doti da pilota dalla guida sportiva, cosa che non disdegnava di mostrare quando si commutava nella Lancia Stratos.
Nella versione originale veniva doppiato in inglese da Chris Latta, mentre in italiano le sue voci storiche erano quelle di Giorgio Locuratolo e di Alberto Bognanni.
Era lui l'inventore dei Transformers e, anche se le sue invenzioni non sempre si dimostravano efficaci (a volte gli si ritorcevano contro in maniera tragicomica!), spesso riusciva a migliorare sensibilmente la vita tecnologica dei suoi amici Autobots; anche per questo motivo si trovava più a suo agio in laboratorio piuttosto che in battaglia. Nonostante questo, in quanto ufficiale scientifico ai comandi di Optimus Prime, affrontava con impegno e con coraggio tutte le innumerevoli missioni affidategli assieme ai compagni, costruendo di volta in volta i congegni più disparati per risolvere le situazioni a favore dei buoni, come dei razzi propulsori con i quali riusciva a volare, una unità di comando ad accesso remoto per controllare a distanza Skywarp, un robot Decepticon, un inibitore degli effetti ipnotici di un chip ideato da uno scienziato nemico, un raggio paralizzante detto "Immobilizzatore istantaneo" che finiva per immobilizzare egli stesso e, tanti, tanti altri.
Sempre nel corso della serie, inoltre, con l'aiuto del robot medico Ratchet, costruiva e dava vita ai Dinobots (Dinorobot in italiano), configurandoli sulla base dei fossili di dinosauri trovati da Ironhide nelle cavità del vulcano nel quale era incastrata l'Arca, l'astronave degli Autobots, e sulle scansioni effettuate da Hound su alcuni scheletri di dinosauri esposti al Museo di storia naturale.

#### Lungometraggio "The Transformers: The Movie" (1986)
Nel lungometraggio “The Transformers: The Movie” del 1986, infine, quando nel 2005 Megatron sferrava un massiccio attacco contro Autobot City, la città avamposto degli Autobots sulla Terra, Wheeljack si adoperava per difenderla, ingaggiando la lotta assieme ai suoi compagni contro i Decepticons, dove prima assisteva alla morte del suo comandante Optimus Prime e, poi andava anch’egli incontro alla sua fine. Il suo corpo senza vita, accanto a quello di Windcharger, veniva visto per l’ultima volta giacere sul desolato campo di battaglia.

#### Transformers: The Headmasters (1987-1988)
Il personaggio di Wheeljack, senza tenere conto del fatto che fosse caduto in battaglia alla fine del precedente lungometraggio “The Transformers: The Movie”,  faceva una brevissima apparizione all’inizio della serie animata giapponese “Transformers: The Headmasters” del 1987-1988, nella quale ricordava gli eventi del passato. Nel flashback di Wheeljack però, veniva mostrata una scena della prima morte di Optimus Prime differente, che non coincideva affatto con quella vista nel lungometraggio. Nella battaglia iniziale del 2011, alla quale partecipava, vedeva poi morire ancora una seconda volta il suo comandante. Queste incongruenze erano dovute alla differente produzione giapponese di questa serie rispetto a quella precedente congiunta nippo-americana.

#### Transformers: Super-God Masterforce (1988-1989)
Nella successiva serie animata giapponese “Transformers: Super-God Masterforce”, del 1988-1989, con membri umani (Godmasters e Headmasters) utilizzanti veicoli robotici (Transtectors), uno dei principali personaggi, Lightfoot in giapponese, Getaway in americano, nella versione italiana si chiamava ancora Saetta, come il personaggio nella vecchia serie G1. Si trasformava in una Mazda RX-7 FC3S sports car ed era un membro dei Godmasters.

#### Transformers: Victory (1989)
Nella serie animata “Transformers: Victory”, di fine anni '80, di produzione giapponese ed inedita in Italia, nell’anno 2025, Wheeljack, assieme a Perceptor e Minerva, veniva mandato sulla Terra dal nuovo Comandante Supremo Star Saber per salvare l’Autobot Super God Ginrai (“reincarnazione” di Optimus Prime) caduto in battaglia. Non gli sarà possibile di recuperare il suo corpo troppo danneggiato, così trapianterà i suoi circuiti vitali in un nuovo corpo inizialmente progettato proprio per Star Saber, riportandolo in vita come Victory Leo che in seguito, quando necessario, si potrà combinare con Star Saber per dare origine al potente e risolutivo Victory Saber.

### Transformers Animated (2007-2009)
Nella serie animata “Transformers Animated”, trasmessa dal 2007 al 2009, Wheeljack compare solo nei flashback di memoria di Ratchet, dove su Cybertron, in quanto membro attivo del Ministero delle Scienze, fa parte, assieme a Perceptor, a Red Alert e ad altri compagni, dell'équipe che costruisce Omega Supreme e i due robot complementari Jetfire e Jetstorm.

### Transformers: Prime (2010-2013)
Nella serie animata “Transformers: Prime”, interamente realizzata in CGI e trasmessa dal 2010 al 2013, Wheeljack fa parte della sottosquadra Autobots dei “Wreckers”, i “Demolitori” in italiano, all'interno dei quali è il secondo membro in gerarchia, nonché migliore amico di Bulkhead, suo caposquadra, che lo soprannomina in modo vezzeggiativo “Jackie”. Molto simile al suo omonimo della Serie G1, con alette ai lati del volto ma, con bocca stavolta munita di labbra, anche se coperta da mascherina difensiva, si trasforma però in una Lamborghini Countach moderna e futuristica, i cui prototipi di produzione sono stati distribuiti dalla casa automobilistica, pur mantenendo il colore bianco e le decorazioni verde, bianco e rosso della vecchia Lancia Stratos. Tuttavia risulta di aspetto più snello e più agile, inoltre è un provetto maestro spadaccino, infatti brandisce egregiamente due catane. Il suo arsenale comprende molte bombe energon e due cannoni blaster a ripetizione. Possiede inoltre una navicella, il “Jack Hammer”, che utilizza sovente come mezzo di trasporto. Viene doppiato in lingua inglese da James Horan e in italiano da Lorenzo Scattorin. Preferisce lavorare da solo, nonostante sia stato invitato più volte a rimanere sulla Terra insieme alla Squadra di Optimus Prime. Aspramente e ripetutamente criticato da Ultra Magnus, che assume il comando dei Demolitori, per la sua impulsività e per i suoi modi di agire e di attaccare senza rispettare gli ordini, sovente portandosi dietro Miko Nakadai, ragazzina studentessa giapponese sua amica, diserta più volte da essi per poi rientrarvi. Quando Seaspray, altro membro dei Demolitori da lui menzionato, rimane ucciso a bordo della sua navicella a causa delle bombe del Decepticon Dreadwing, Wheeljack per vendicare l'amico decide di dargli la caccia inseguendolo fin sulla Terra.

### Transformers: Cyberverse (2018-2020)
Nella recente serie animata “Transformers: Cyberverse”, cominciata nel 2018 e terminata nel 2020, Wheeljack torna ancora una volta ad essere tra i personaggi principali del gruppo degli Autobots. Conserva l’aspetto slanciato delle ultime serie moderne e mantiene la livrea tricolore dei tempi classici, trasformandosi in una versione futuristica della vettura della serie G1; a differenza del passato, però, ha la bocca con un accenno di baffi e di pizzetto. Viene doppiato nella versione originale in inglese da Billy Bob Thompson e in italiano da Lorenzo Scattorin. Indispensabile e inesauribile inventore di armi, esplosivi e marchingegni di ogni sorta, risulta sempre determinante nel coadiuvare i suoi compagni per battere i Decepticons. Curioso e intraprendente, non perde occasione di impossessarsi di altre tecnologie aliene per studiarle ed ibridarle.

### Transformers: War for Cybertron Trilogy (2020-2021)
Nell'ultima serie animata intitolata "Transformers: War for Cybertron Trilogy", sviluppata dalla Hasbro in collaborazione con Netflix nel biennio 2020-2021 e suddivisa in tre capitoli, Wheeljack è ancora una volta uno dei principali eroici Autobots al comando di Optimus Prime a bordo dell'astronave "Arc", alla ricerca dell'All Spark, dopo che il pianeta Cybertron è stato devastato dalla guerra civile tra Autobots e Decepticons.
Nel primo episodio, Wheeljack e Bumblebee, mentre sono fuori in ricognizione per cercare dell'energon, scoprono un ponte spaziale. Vengono però catturati dai Decepticons Starscream, Thundercracker e Jetfire. Quando tentano di fuggire, vengono salvati da Optimus Prime che ingaggia un duello con Megatron. Una volta in salvo poi, Optimus presenta Bumblebee al resto dell'equipaggio degli Autobots sull'Arc. In seguito Wheeljack conduce il gruppo degli Autobots da Ratchet per convincerlo assieme a tutti quanti a riparare il ponte spaziale precedentemente rinvenuto da egli e da Bumblebee.

## Cinema
Compare con il nome di Que nel terzo film della saga cinematografica dei Transformers, Transformers 3 - Il lato oscuro della Luna (Transformers: Dark of the Moon), film del 2011 diretto da Michael Bay, nel quale si trasforma invece in una Mercedes-Benz W212 di colore blu. Viene doppiato da George Coe in lingua inglese e da Giorgio Lopez in lingua italiana. Nel film il suo volto assomiglia a quello di Albert Einstein ed è un inventore proprio come nel cartone animato, infatti equipaggia Ironhide di due mitragliatrici di sua creazione e fornisce agli umani alcuni prototipi di arma che Sam Witwicky utilizza per uccidere Starscream. Nella battaglia finale di Chicago finisce per essere catturato assieme ad altri suoi compagni da un gruppo di Decepticons capeggiati da Soundwave e viene purtroppo giustiziato ed eliminato con un colpo alle spalle dal Decepticon Barricade.
Nel quarto film Transformers 4 - L'era dell'estinzione (Transformers: Age of Extinction) del 2014, cinque anni dopo la battaglia di Chicago, Que è per l'appunto segnalato come “deceduto” nella lista redatta dalla taskforce della CIA.
Compare inoltre brevemente, nel suo aspetto originale, nel film prequel/spin-off Bumblebee del 2018, diretto da Travis Knight, durante la battaglia iniziale su Cybertron, dove è costretto ad abbandonare il pianeta assieme ai suoi compagni mediante capsule di salvataggio.
Un'altra versione del personaggio ritorna nel film Transformers - Il risveglio (Transformers: Rise of the Beasts) del 2023, diretto da Steven Caple Jr., nel quale è un robot dislocato a Machu Picchu in Perù, che accoglie e assiste il gruppo di Autobots giunti lì per cercare la seconda metà della Chiave di Transcurvatura dei Maximals, conducendoli in una vecchia chiesa. Wheeljack è uno scienziato, inventore e meccanico, dall’indole pacata e dal carattere intellettuale, caratteristiche rese ancor più evidenti dal fatto che indossa occhiali con montatura a lenti quadrate che gli conferiscono un aspetto da nerd. Si trasforma in un minivan o pulmino Volkswagen Transporter Tipo 2 bicolore bianco beige e marrone caramello. Essendo da tempo in Sudamerica ha inconsapevolmente preso un accento spagnolo, senza peraltro parlarlo; viene doppiato nella versione originale in inglese da Cristo Fernández, mentre in quella in italiano da Renato Novara. Dopo aver fatto le dovute conoscenze, aiuta nella loro ricerca i nuovi amici umani Noah Diaz ed Elena Wallace, guidandoli ad una chiesa e da li ad un percorso sotterraneo, per poi proteggerli, assieme ad Arcee e a Mirage, aiutandoli a sfuggire all’attacco dei Terrorcons, tenendoli impegnati schivando i loro colpi. In seguito accompagna il gruppo unito degli Autobots e dei Maximals al villaggio della tribù alla quale in passato era stato appunto affidato il congegno. Combatte nel conflitto finale assieme ad Optimus Prime e agli altri compagni contro Scourge e i suoi sottoposti Predacons e Terrorcons. Dapprima si ritrova in difficoltà contro i droni Freezers (aka “Sweeps”) dei Terrorcons, venendo anche colpito e danneggiato al basso addome, ma poi si riprende quando sopraggiunge in suo aiuto Bumblebee appena resuscitato. Quando Optimus decide di far crollare il portale di transcurvatura per evitare l’arrivo di Unicron sulla Terra, ubbidisce ritirandosi per evitare di venire investito dall’imminente esplosione. Alla fine, dopo aver gioito per il successo, si ripromette, assieme ai suoi compagni Autobots e Maximals, di rimanere vigile e pronto nel caso Unicron dovesse tornare in futuro.
Vedere in dettaglio la voce sul personaggio di Wheeljack (Que) in: Personaggi di Transformers (serie di film).

## Giocattoli
Di questo amato personaggio sono state realizzate numerosissime riproduzioni, sia come giocattoli per bambini, sia per il mercato collezionistico. Per quanto riguarda i modellini del robot convertibile in Lancia Stratos degli anni ottanta, soltanto i primi ad essere distribuiti sfoggiavano la scritta “Alitalia” in modo corretto, mentre i successivi, per questioni di licenza non concessa da parte della compagnia aerea italiana, presentavano la scritta storpiata in “Alitalla” con due elle.